# Хершел-Айленд-Куикиктарук

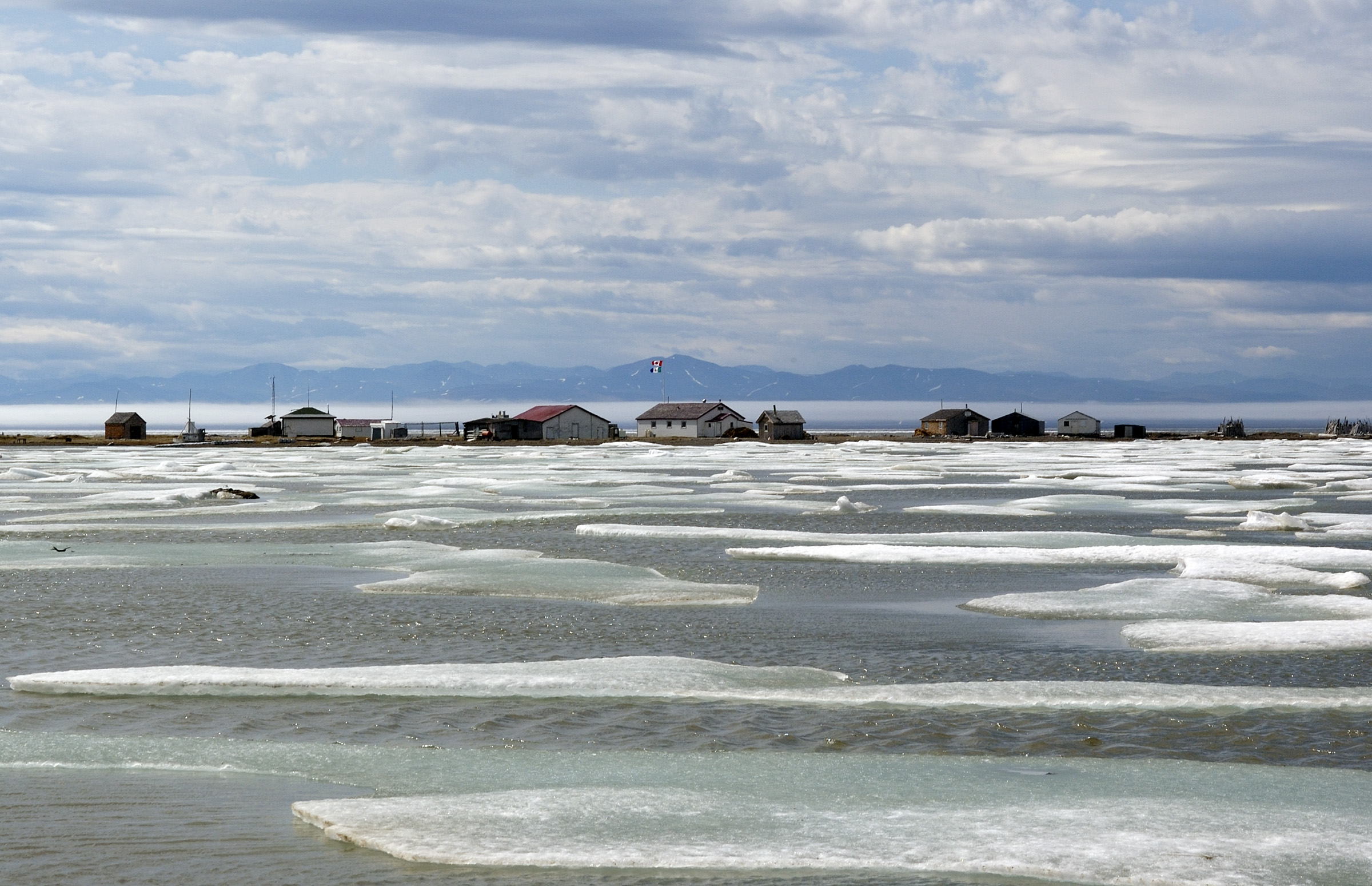
Остров Хершел, вдали виднеется материк.

Территориальный парк Хершел-Айленд—Куикиктарук (англ. Herschel Island Qikiqtaruk Territorial Park) — первый парк территории Юкон, Канада, созданный в 1987 году в самой северной точке Юкона на острове Хершел. Остров представляет большой научный интерес из-за течений в море Бофорта, которые несут тёплую пресную воду из дельты реки Маккензи вдоль побережья Юкона.
Парк был образован в 1987 году в результате заключения соглашения с инувиалуитами, по которому северное побережье Юкона было признано природоохранной зоной. В 2006 году был разработан новый план управления парком. План является плодом усилий федерального и территориального агентств, комитета охотников и трапперов Аклавика, Консула инувилуитов и других заинтересованных сторон.
Территориальный парк Хершел-Айленд—Куикиктарук вместе с национальными парками Вунтут и Иввавик номинирован Канадой на включение в список объектов всемирного наследия ЮНЕСКО.
До парка можно добраться самолётом от города Инувик, Северо-Западные территории, 250 км на северо-запад, или от города Доусон, Юкон, 620 км на север.